# Šije (Ravna Gora)
Šije falu Horvátországban, a Tengermellék-Hegyvidék megyében. Közigazgatásilag Ravna Gorához tartozik.

## Fekvése
Fiumétól 37 km-re keletre, községközpontjától 2 km-re északnyugatra, a horvát Hegyvidék középső részén, az A6-os autópálya mellett fekszik.

## Története
A településnek 1890-ben 63, 1910-ben 71 lakosa volt. A falu a trianoni békeszerződésig Modrus-Fiume vármegye Vrbovskoi járásához tartozott. A falunak 2011-ben 21 lakosa volt.

## Lakosság
| Lakosság változása | Lakosság változása | Lakosság változása | Lakosság változása | Lakosság változása | Lakosság változása | Lakosság változása | Lakosság változása | Lakosság változása | Lakosság változása | Lakosság változása | Lakosság változása | Lakosság változása | Lakosság változása | Lakosság változása | Lakosság változása |
| ------------------ | ------------------ | ------------------ | ------------------ | ------------------ | ------------------ | ------------------ | ------------------ | ------------------ | ------------------ | ------------------ | ------------------ | ------------------ | ------------------ | ------------------ | ------------------ |
| 1857               | 1869               | 1880               | 1890               | 1900               | 1910               | 1921               | 1931               | 1948               | 1953               | 1961               | 1971               | 1981               | 1991               | 2001               | 2011               |
| 0                  | 0                  | 0                  | 63                 | 61                 | 71                 | 77                 | 58                 | 54                 | 60                 | 51                 | 43                 | 30                 | 26                 | 28                 | 21                 |